# Денайер, Феликс
Феликс Вероник Денайер (фр. Félix Veronique Denayer; род. 31 января 1990, Эдегем, Фламандский регион) — бельгийский хоккеист на траве, полузащитник клуба «Драгонс» и капитан сборной Бельгии. Олимпийский чемпион (2021), чемпион мира (2018) и чемпион Европы (2019), а также серебряный призёр Олимпийских игр (2016).

## Биография
Феликс Вероник Денайер родился 31 января 1990 года в Эдегеме (Антверпен). Начал играть в хоккей в возрасте шести лет в Брассате.
Денайер совмещает занятия спортом с обучением в Университете Антверпена. Он получил квалификацию магистра и продолжает обучение в аспирантуре Антверпенской школы управления.

## Международная карьера
Денайер выступал за национальную сборную Бельгии на Олимпийских играх 2008, 2012 и 2016 годов, выиграв серебряную медаль на Олимпийских играх в Рио.
В составе Бельгии он выиграл серебряную медаль на чемпионате Европы 2013 года в Боме, а затем на чемпионате Европы 2017 года в Амстердаме повторил это достижение. Принял участие на чемпионате мира в 2018 году в Бхубанешваре, где Бельгия завоевала титул. В 2019 году он был в составе сборной Бельгии, впервые ставшей чемпионом Европы на турнире в Бельгии.
25 мая 2021 года он вошёл в состав сборной на чемпионат Европы по хоккею 2021 года, где завоевал бронзу. Он был капитаном бельгийской команды, завоевавшей золотую медаль на летних Олимпийских играх 2020 года.